# 10152 Ukichiro
10152 Ukichiro è un asteroide della fascia principale. Scoperto nel 1994, presenta un'orbita caratterizzata da un semiasse maggiore pari a 2,3619471 UA e da un'eccentricità di 0,1419399, inclinata di 6,50365° rispetto all'eclittica.
L'asteroide è dedicato a Ukichiro Nakaya, fisico giapponese inventore della neve artificiale.